# 諾夫哥羅德和約
《諾夫哥羅德和約》標誌著挪威帝國與諾夫哥羅德共和國之間數十年來在極北地區芬馬克的小規模邊界衝突的終結，和約於1326年6月3日在諾夫哥羅德簽署，條款是長達40年的停火協議。在簽訂此和約之前數年，諾夫哥羅德共和國才剛與瑞典簽訂了《内特堡和约》，結束了雙方的糾紛。
和約並未畫下雙方的邊界，反而是約定哪一些薩米人要向挪威納貢，而哪一些則需向諾夫哥羅德納貢，成為兩國之間的緩衝區。和約最終導致薩米人任人魚肉，有些薩米人甚至被迫同時向所有的周邊勢力支付稅金，包括來自瑞属芬兰的Birkarls。